# P.A.L

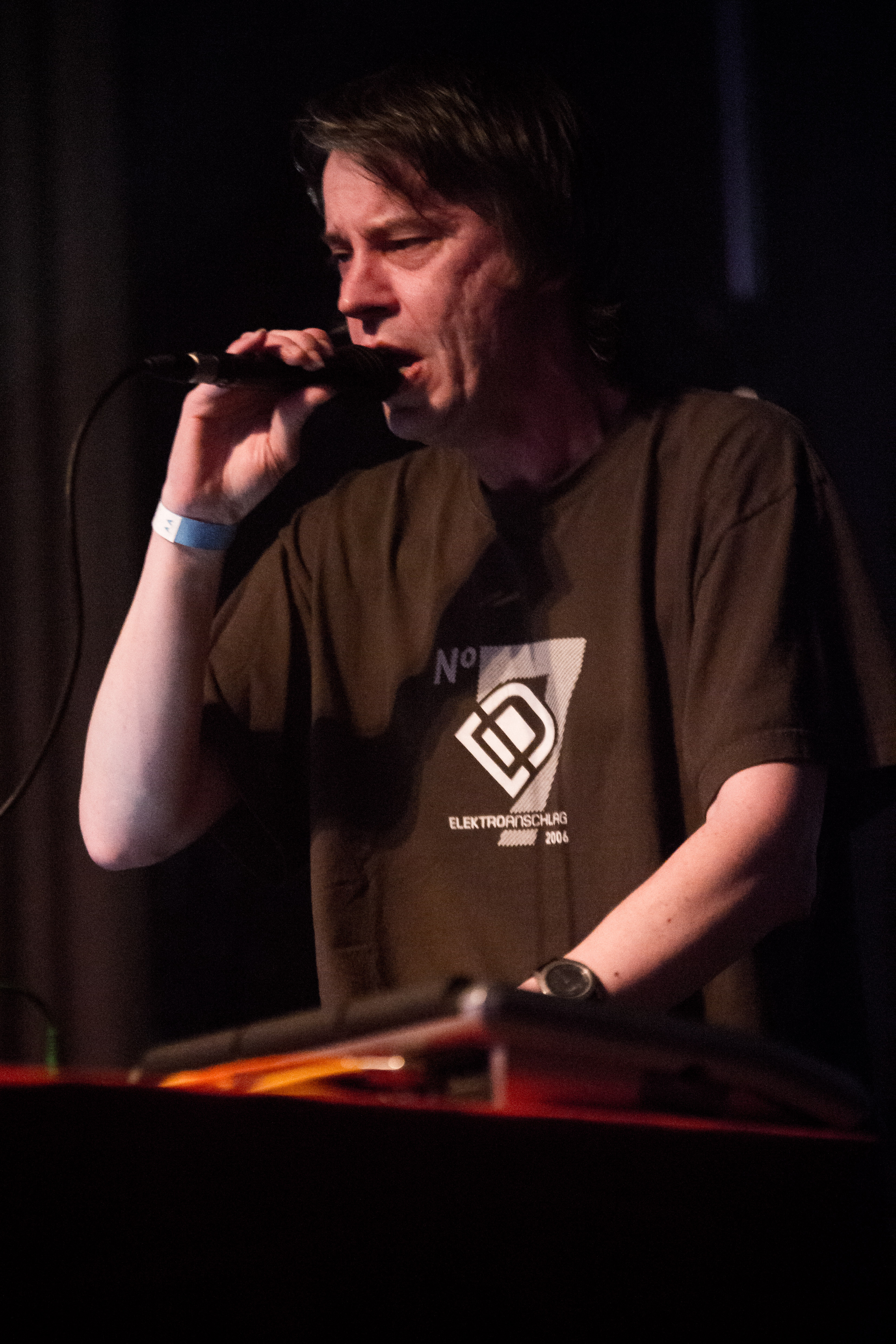
P·A·L (Christian Pallentin), 2015

P·A·L (de son vrai nom Christian Pallentin), est un compositeur allemand de musique électronique et industrielle. Il a travaillé pour les labels allemands Ant-Zen et Hymen Records.
Le nom de P·A·L est formé des premières lettres du nom de Christian Pallentin, le fondateur et seul membre du projet P·A·L. Pallentin commence ses premières expériences musicales en 1986, et rencontre Stefan Alt en 1993, c'est à ce moment-là qu'il contribue à une compilation pour le label de Stefan Alt, Ant-Zen. Depuis, Pallentin compose sous le nom de P·A·L. Il a également réalisé certains morceaux sous le nom Pro/Against Life, ou S.A.L (Stefan Alt & P·A·L), et a travaillé pour les groupes/projets The Trial, Hybryds et Andxesion.
P·A·L se prononce en un seul mot, et non pas en trois lettres séparées. Le nom apparait également P*A*L, ou P.A.L, ou, rarement, PAL. P·A·L est également reconnu pour avoir influencé certains groupes comme Wumpscut, qui a réalisé sa propre version du morceau "Concrete Rage" de P·A·L, où Pallentin apparait en invité. Decoded Feedback, également, a utilisé des échantillons de morceaux de P·A·L pour leur album Shockwave.
P·A·L a joué au festival Wave-Gotik-Treffen de 1996 et y est retourné en 2001 et 2002. Il a également joué en 1999 au premier Maschinenfest et y est retourné en 2001.

## Discographie
- Concrete Rage (1993) ; Cassette
- Plugged/Live (1994)) ; Cassette
- Consent (1994) ; 7"
- Initiation (1995) ; Cassette
- Sacred Women (1995) ; MCD
- Signum (1995) ; CD – premier album
- Reel (1996) ; MCD
- Deutsch NeP·A·L (1996) ; 7" (avec Deutsch Nepal)
- Remote (1997) ; 7"
- M@rix (1997) ; CD – deuxième album
- After-hour Sounds (1997) ; LP
- M@rmx (1998) ; LP (remixes)
- Play at 2:00 A.M. (1999) ; 12"
- Untitled (avec Ah-Cama Sotz) (1999) ; 7"
- Release (2000) ; CD – troisième album
- Special Edition (2000) ; CD3
- Live at 2:00 A.M. (2002) ; CD
- Retro (2004) ; CD – compilation
- Modus (2006) ; CD – quatrième album